# جيوفاني مارتشيزي
جيوفاني مارتشيزي (بالإيطالية: Giovanni Marchese)‏ (مواليد 17 أكتوبر 1984 في كالتانيسيتا - إيطاليا) لاعب كرة قدم إيطالي يلعب حاليا لصالح نادي الدرجة الأولى كاتانيا الإيطالي منذ 2009 في مركز الظهير الأيسر .

## روابط خارجية
- جيوفاني مارتشيزي على موقع قاعدة بيانات كرة القدم.إي يو (الإنجليزية)
- جيوفاني مارتشيزي على موقع Soccerway.com (الإنجليزية)
- جيوفاني مارتشيزي على موقع عالم كرة القدم.نت (الإنجليزية)
- جيوفاني مارتشيزي على موقع كووورة
- جيوفاني مارتشيزي على موقع AS.com (الإسبانية)